# Пастель (страва)
Пастель (порт. pastel, множина pastéis, також pastel de feira, множина pastéis de feira) — типова бразильська страва швидкого харчування, у вигляді напівкруглих або прямокутних пиріжків з тонкого тіста з різноманітними начинками, обсмажених в олії. В результаті виходить хрумкий смажений пиріжок, що нагадує чебурек. Його батьківщиною вважається Сан-Паулу.

## Назва
Pastel - іспанське і португальське слово, що означає випічку (англ. pastry), смаколик. Це слово вживається щодо різних страв у країнах, де розмовляють цими мовами. Прикладом може бути десерт паштел-де-ната.

## Походження
Найпоширенішими начинками для пастеля є м'ясний фарш, моцарела, бразильський сир м'який катупірі, серцевина пальми, тріска, вершковий сир, курятина і дрібні креветки. Також існують пиріжки з солодкими начинками, такими як паста з гуави з сиром Мінас, бананом і шоколадом. Пастель класифікується у бразильській кухні як сальгадо (salgado, пікантна закуска). Їх традиційно продають на вулицях, відкритих ринках або в закладах швидкого харчування, відомих як пастеларії (pastelarias). Зазвичай кажуть, що пиріжок виник, коли китайські іммігранти адаптували свої традиційні млинці з начинкою до бразильського смаку, використовуючи місцеві інгредієнти.
Рецепт був пізніше популяризований японськими іммігрантами, які під час Другої світової війни намагалися вдавати китайців, щоб уникнути забобонів, з якими японці зіткнулися під час війни. Інша теорія походження полягає в тому, що японські іммігранти адаптували китайські смажені вонтони для продажу як закуски на щотижневих вуличних ринках.
Поширеним напоєм, який п'ють з пастеїс, є кальдо де кану, сік цукрової тростини.